# SimSafari
SimSafari — відеогра в жанрі симулятор життя, створена студією Maxis, і видана в 1998 році для DOS, Microsoft Windows і Mac OS. Гра ідентична SimPark, за винятком того, що місцем дії стає савана, де мешкають африканські тварини.

## Ігровий процес
Гравцеві під управління потрапляє африканський природний заповідник, який умовно поділений на 3 території: природний парк, туристична зона і африканське село. Гравець повинен облаштувати всі 3 зони.
- Природний парк — гравець повинен заселяти парк різними тваринами і садити там різні види рослин, проте необхідно контролювати популяцію тварин і дотримуватися балансу між усіма живими істотами, деякі тварини як їжу вимагають від певних видів рослин до інших тварин. Парку можуть загрожувати природні стихії у вигляді посухи, пожеж, набігів сарани тощо.

- Туристична зона — місце, куди прибувають туристи, гравець повинен обладнати для них ресторани, готелі, басейни, будиночки, намети та інше.

- Африканське село — гравець може використовувати тубільців як робочий персонал для туристичної зони. Чим більше працевлаштоване місцеве населення, тим вище рівень життя в селі. Якщо тубільців залишити безробітними, вони будуть полювати на тварин з природного парку.

## Критика
За версією журналу Meristation гра отримала оцінку 8,7 з 10, за версією All Game Guide — 8 з 10 зірок і за версією Computer Games Magazine — 7 з 10.
Ліза Карен Савіньяно, критик журналу Allgame зазначила, що гра може виявитися цікавою для дітей і дорослих, головна складність полягає в збереженні балансу в природі: якщо буде занадто багато хижаків, то вони вб'ють всю іншу фауну в парку, якщо їх буде занадто мало, то розплодяться дрібні звірки і знищать всю рослинність, при цьому за кожну нову тварину і рослина треба платити. Щоб отримувати дохід, вам потрібно розвивати туристичну зону, а для сфери обслуговування необхідний персонал з місцевого села, а якщо їх залишити безробітними, вони почнуть займатися браконьєрством, тобто грі необхідно дотримуватися цієї тонкої межі, яка в результаті невірного кроку може зруйнується, через що постраждає весь парк. Критик також похвалила гру за хорошу графіку і звуковий супровід.